# Macrostylis dellacrocei
Macrostylis dellacrocei är en kräftdjursart som beskrevs av Aydogan, Waegele och Mungo Park 2000. Macrostylis dellacrocei ingår i släktet Macrostylis och familjen Macrostylidae. Inga underarter finns listade i Catalogue of Life.